# Benal
Benal var en dansk rapgruppe bestående af rapper Benjamin Hav og producer Magnus Albert Wanscher. Benal er en sammentrækning af navnene Benjamin og Albert, altså Ben-Al.
Duoen har udgivet tre anmelderroste EP'er Baby (2013), Hiphop (2014) og Hvad med nu? (2014). I 2015 udkom opsamlingsalbummet Opstigning og i 2016 udkom debutalbummet Nu, der fik gode anmeldelser. I 2017 udkom albummet Hvis Det Virkelig Er Vigtigt, og i 2018 udkom deres album Benjamin Og Albert.
Stilmæssigt kan Benals musik kategoriseres som elektronisk hiphop.[kilde mangler]
Benal blev nomineret til Årets danske urbanudgivelse ved Danish Music Awards for albummet Nu i 2016. I 2019 vandt de prisen som Årets danske gruppe og var nomineret til Årets danske livenavn ved samme prisoverrækkelse.

## Diskografi
EP'er
- Baby (2013, EP)
- Hiphop (2014, EP)
- Hvad med nu? (2014, EP)

Studiealbum
- Nu (2016)
- Hvis Det Virkelig Er Vigtigt (2017)
- Benjamin Og Albert (2019)

Opsamling
- Opstigning (2015, opsamling)